# Iron Fist (TV-serie)
Marvel's Iron Fist, eller bara Iron Fist, är en amerikansk webb-TV-serie om superhjälten med samma namn, skapad av Scott Buck och har Finn Jones i huvudrollen. Serien utspelar sig i Marvel Cinematic Universe och alla 13 avsnitt släpptes samtidigt den 17 mars 2017 på Netflix.

## Handling
Efter att ha varit försvunnen och förmodad död i 15 år återvänder Danny Rand till New York, för att bekämpa korruption med kung fu och sina nyfunna krafter.

## Rollista (i urval)
- Finn Jones – Danny Rand / Iron Fist[2][3]
- Jessica Henwick – Colleen Wing[4]
- David Wenham – Harold Meachum[5]
- Jessica Stroup – Joy Meachum[6]
- Tom Pelphrey – Ward Meachum[6]
- Rosario Dawson - Claire Temple

### Gästroller
- Carrie-Anne Moss – Jeri Hogarth[7]
- Michael Maize